# Zouhres
Zougres
Zouhres (en ukrainien : Зугрес) ou Zougres (en russe : Зугрэс) est une ville de l'oblast de Donetsk, en Ukraine. Sa population était estimée à 18 184 habitants en 2015. Elle fait partie de la république populaire de Donetsk depuis 2014.

## Géographie
Zouhres est située près de la rivière Krynka, principal affluent du fleuve côtier Mious, dans le Donbass, à 35 km à l'est de Donetsk et à 624 km au sud-est de Kiev.
|  |

Les villages de Mykolaïvka, Vodoboud et Tsoupki sont rattachés à son conseil municipal.

## Histoire
Zougres fut construite à l'emplacement du khoutor de Doubovka pour abriter les ouvriers à partir de 1929-1932 dans le cadre de la construction de la centrale électrique Zouïevskoï ou ZouGRES-1 (en russe : ЗуГРЭС-1) de Zouïvka. Zougres a le statut de ville depuis 1938.
Au cours de la Grande Guerre patriotique, la ville est occupée le 24 octobre 1941 par l'armée allemande. Des communistes et des membres de la communauté juive locale sont assassinés lors d'exécutions de masse par les Allemands et leurs supplétifs ukrainiens. La ville est libérée par l'Armée rouge le 3 septembre 1943, notamment par la 50e division de fusiliers du général Vladytchanski. La centrale électrique a cessé de fonctionner dans les années 1990. Une nouvelle centrale thermique a été construite dans les années 1970 au nord de Zouhres, dans la commune urbaine de Zouhres-2.

## Population
Recensements (*) ou estimations de la population :
| 1939*  | 1959*  | 1970*  | 1979*  | 1989*  | 2001*  |
| ------ | ------ | ------ | ------ | ------ | ------ |
| 11 352 | 13 433 | 16 485 | 19 687 | 23 339 | 19 859 |

| 2010   | 2011   | 2012   | 2013   | 2014   | 2015   |
| ------ | ------ | ------ | ------ | ------ | ------ |
| 18 690 | 18 554 | 18 586 | 18 553 | 18 474 | 18 184 |

## Religion
La majorité de la population appartient à l'Église orthodoxe ukrainienne dépendant du patriarcat de Moscou et dispose de l'église de la Nativité. Il existe aussi de petites communautés protestantes depuis la dislocation de l'Union soviétique financées par les États-Unis[Selon qui ?] : adventistes, baptistes, témoins de Jéhovah.

## Transports
Zouhres se trouve à 72 km de Donetsk par le chemin de fer et à 39 km par la route.